# 真木和美
真木 和美（まき かずみ、1936年1月27日 - 2008年9月10日）は、日本の物理学者。専門は、超伝導・超流動・電荷密度波・スピン密度波などを含む凝縮系の理論物理学。ジョン・バーディーン賞受賞。超伝導分野の専門語「Maki-Tompson項」や「Makiパラメター」に名前を残している。外国に拠点をおいて世界的な研究を続けた数少ない日本人研究者の一人としても特筆される。音楽や絵画にも造詣が深かった。

## 学術的業績
真木和美は京都大学湯川研究室で素粒子論を学び、学位論文はその分野のものでありながら、のちの研究方向を示唆するものでもあった。そして、同研究室から米国に留学し帰国した恒藤敏彦から、超伝導分野に興味深い問題が山積していると告げられ、BCS理論に基づいた、超伝導に関する場の理論的アプローチを展開した。まず、パウリ常磁性の効果、第2種超伝導体の混合状態や超伝導相転移近傍での超伝導秩序変数の動力学に関する微視的理論を構築し、それをもとに熱伝導度や超音波吸収係数などの理論計算を行った。また、外場に対する超伝導秩序変数の応答が準粒子状態へ及ぼす効果を正しく取り込むための項が必要であることを明らかにし、それを超伝導ゆらぎの問題へ適用した。その項は「Maki–Thompson項」の名で定着している。また彼は、パウリ常磁性と超伝導の競合関係を調べた論文で、軌道効果による臨界磁場とパウリ常磁性効果で決まる臨界磁場の比を導入しており、これは以後「Makiパラメター」と呼ばれている。
さらに真木は、磁性不純物を多く含む超伝導体などで出現するギャップレス超伝導に関する理論を構築し、そのまとめをレビュー論文として発表した。以上のような「超伝導体の理論的研究」に対し、彼は1972年の仁科記念賞を、また、「ギャップレス超伝導と超伝導ゆらぎの研究」に対し2006年のジョン・バーディーン賞を受賞した。
1972年に3Heの超流動が観測されると、真木は直ちにグリーン関数を用いたフェルミ流体理論による研究を開始し、核磁気共鳴、ゼロ音波の吸収について実験と比較し得る理論結果を導出した。
南カリフォルニア大学に移ってからの真木は、トリプレット超流動の持つ豊富な自由度を反映した多様なモード—磁気リンギング、ソリトン、テクスチャー、スピンの自由度を伴う秩序変数が形成するA相での特異な半量子渦など—に関する研究成果を次々に発表し、3Heについても世界の研究をリードする理論家の一人となった。1980年代に入ると、低次元物質で発見された電子凝縮状態、電荷密度波・スピン密度波系における非線形励起に伴う物性に関しても多くの業績を残した。特に、ポリアセチレン中のソリトンの仕事は、素粒子論との接点にもなった。さらに、ソリトンの閉じこめ、強磁場下でのウイグナー結晶、電子相関等の先駆的な研究のほか、1次元有機伝導体の磁場誘起スピン密度波の問題にも取り組んだ。
真木の論文全体における、実験研究者も含む共著者数は、初期のP. Fuldeやピエール＝ジル・ド・ジェンヌ (P.-G. de Gennes)をはじめとして100名を大きく超えている。種々な分野・国の研究者と行ったそれらの共同研究において、彼は共同研究者との議論から問題の核心をいち早く的確に捉えると同時に、その理論的説明の閃きを直ちに得て、正確で驚異的に速い数式処理で具体的な結果を導くという、類まれな能力を発揮してきたとみられている。まだまだ活躍の可能性のあった72歳という年齢で彼が死去したことは、同じ分野の研究者たちの間で大いに惜しまれた。

## 年譜
- 1936年 - 高松市で誕生。間もなく京都市へ移る。
- 1954年 - 京都市立洛陽高等学校（現・京都市立洛陽工業高等学校）卒業。
- 1959年 - 京都大学卒業。（1957年に髄膜炎を患ったため、卒業が1年遅れた。）
- 1961年 - 京都大学大学院修士課程理学研究科修了。
- 1964年 - 京都大学大学院博士課程理学研究科修了、理学博士。
- 1964年 - 1965年 - 京都大学数理解析研究所、米国エンリコ・フェルミ研究所（南部陽一郎教授のポスドク）、カリフォルニア大学バークレー校、ブルックヘブン国立研究所で研究。
- 1965年 - カリフォルニア大学サンディエゴ校准教授。
- 1967年 - 東北大学教授。
- 1974年 - 南カリフォルニア大学教授。
- 2008年 - 死去[21]。

## 受賞
- 1972年 - 仁科記念賞（「超伝導体の理論的研究」に対し。）
- 2006年 - ジョン・バーディーン賞（「ギャップレス超伝導と超伝導ゆらぎの研究」に対し。）

## 研究指導者
- 湯川秀樹
- 南部陽一郎
- 恒藤敏彦

## 論文

### 主要欧文原著論文

#### 超伝導
- Maki, Kazumi; Tsuneto, Toshihiko (1964). “Pauli paramagnetism and superconducting state”. Progress of Theoretical Physics 31 (6):  945. doi:10.1143/PTP.31.945.
- Maki, Kazumi (1964b). “The magnetic properties of superconducting alloys. II”. Physics Physique Fizika 1:  127. doi:10.1103/PhysicsPhysiqueFizika.1.127.
- Maki, Kazumi (1968). “The critical fluctuation of the order parameter in type-II superconductors”. Progress of Theoretical Physics 39 (4):  897. doi:10.1143/PTP.39.897.
- Flude, Peter; Maki, Kazumi (1969). “Time dependent Ginzburg-Landau equations for strong coupling superconductors”. Physik der kondensierten Materie 8:  371. doi:10.1007/BF02422865.
- Houghton, A.; Maki, K. (1971). “Thermal conductivity and ultrasonic attenuation in clean type-II superconductors”. Physical Review B 4:  843. doi:10.1103/PhysRevB.4.843.
- Hurault, J. P.; Maki, K.; Béal-Monod, M. T. (1971). “Fluctuations of the order parameter in small superconducting samples”. Physical Review B 3:  762. doi:10.1103/PhysRevB.3.762.
- Won, Hyekyung; Maki, Kazumi (1994). “d-wave superconductor as a model of high-Tc superconductors”. Physical Review B 49:  1397. doi:10.1103/PhysRevB.49.1397.
- Schopohl, Nils; Maki, Kazumi (1995). “Quasiparticle spectrum around a vortex line in a d-wave superconductor”. Physical Review B 52:  490. doi:10.1103/PhysRevB.52.490.
- Maki, Kazumi; Thompson, R. S. (1989). “Fluctuation conductivity of high-Tc superconductors”. Physical Review B 39:  2767. doi:10.1103/PhysRevB.39.2767.
- Won, Hyekyung; Maki, Kazumi (1996). “Vortex state of a d-wave superconductor in high-Tc cuprates”. Physical Review B 53:  5927. doi:10.1103/PhysRevB.53.5927.

#### ヘリウム3超流動
- Maki, Kazumi; Tsuneto, Toshihiko (1975). “Magnetic resonance and spin waves in the A phase of superfluid 3He”. Physical Review B 11:  2539. doi:10.1103/PhysRevB.11.2539.
- Maki, Kazumi (1976). “Collective modes and spin waves in superfluid 3He-B”. Journal of Low Temperature Physics 24:  755. doi:10.1007/BF00657178.
- Maki, Kazumi; Kumar, Pradeep (1976). “Magnetic solitons in superfluid 3He”. Physical Review B 14:  118. doi:10.1103/PhysRevB.14.118.

#### 密度波状態における諸問題
- Maki, Kazumi (1978). “Soliton pair creation and low-temperature electrical conductivity of charge-density-wave condensates”. Physical Review B 18:  1641. doi:10.1103/PhysRevB.18.1641.
- Maki, Kazumi; Takayama, Hajime (1979a). “Quantum-statistical mechanics of extended objects. I. Kinks in the one-dimensional sine-Gordon system”. Physical Review B 20:  3223. doi:10.1103/PhysRevB.20.3223.
- Maki, Kazumi; Takayama, Hajime (1979b). “Quantum-statistical mechanics of extended objects. II. Breathers in the sine-Gordon system”. Physical Review B 20:  5002. doi:10.1103/PhysRevB.20.5002.
- Takayama, Hajime; Maki, Kazumi (1979). “Quantum-statistical mechanics of extended objects. III. Kinks in the one-dimensional 𝜑4 and double-quadratic potential systems”. Physical Review B 20:  5009. doi:10.1103/PhysRevB.20.5009.
- Ong, N. P.; Maki, Kazumi (1985). “Generation of charge-density-wave conduction noise by moving phase vortices”. Physical Review B 32:  6582. doi:10.1103/PhysRevB.32.6582.

#### ポリアセチレンのソリトン伝導
- Takayama, Hajime; Lin-Liu, Y. R.; Maki, Kazumi (1980). “Continuum model for solitons in polyacetylene”. Physical Review B 21:  2388. doi:10.1103/PhysRevB.21.2388.
- Nakahara, Mikio; Maki, Kazumi (1982). “Quantum corrections to solitons in polyacetylene”. Physical Review B 25:  7789. doi:10.1103/PhysRevB.25.7789.
- Baeriswyl, Dionys; Maki, Kazumi (1983). “Soliton confinement in polyacetylene due to interchain coupling”. Physical Review B 28:  2068. doi:10.1103/PhysRevB.28.2068.
- Maki, Kazumi; Zotos, Xenophon (1983). “Static and dynamic properties of a two-dimensional Wigner crystal in a strong magnetic field”. Physical Review B 28:  4349. doi:10.1103/PhysRevB.28.4349.
- Baeriswyl, Dionys; Maki, Kazumi (1985). “Electron correlations in polyacetylene”. Physical Review B 31:  6633. doi:10.1103/PhysRevB.31.6633.

#### 低次元有機伝導体での磁場誘起スピン密度波状態
- Maki, Kazumi (1986). “Thermodynamics of field-induced spin-density-wave states in Bechgaard salts”. Physical Review B 33:  4826. doi:10.1103/PhysRevB.33.4826.

### 著書
- Maki, Kazumi (1969). “Chapter 18: Gapless Superconductivity”. In Parks, R. D. Superconductivity Vol. II. Marcel Dekker, Inc.; (2017) eBook ISBN 9780203737958, https://doi.org10.1201/9780203737958, Taylor & Francis.

### 邦文論文
- 真木和美「磁場及び電流のもとでの超電導体のふるまい」『物性研究』第1巻第1号、物性研究刊行会、1963年10月、1-8頁、ISSN 05252997、NAID 110006445018。
- 真木和美「Magnetic properties of superconducting alloys-1-」『物性研究』第2巻第1号、物性研究刊行会、1964年4月、8-12頁、ISSN 05252997、NAID 110006445114。
- 真木和美「Magnetic properties of superconducting alloys-2-」『物性研究』第2巻第2号、物性研究刊行会、1964年5月、96-102頁、ISSN 05252997、NAID 110006445119。
- 真木和美「Possible detection of Abrikosov's structure through interference effects in Josephson currents.」『物性研究』第2巻第2号、物性研究刊行会、1964年5月、103-105頁、ISSN 05252997、NAID 110006445120。
- 真木和美「The magnetic properties of superconducting alloys-3-」『物性研究』第2巻第3号、物性研究刊行会、1964年6月、111-118頁、ISSN 05252997、NAID 110006445121。
- 真木和美, 都築俊夫「Intrinsic London superconductorの磁気的性質について」『物性研究』第3巻第2号、物性研究刊行会、1964年11月、85-93頁、ISSN 05252997、NAID 110006445150。
- 真木和美「Josephson current〔邦文〕」『日本物理学会誌』第20巻第5号、日本物理学会、1965年、352-354頁、doi:10.11316/butsuri1946.20.352、ISSN 0029-0181、NAID 110002067474。
- 真木和美「3Heの超流動」『物性研究』第22巻第3号、物性研究刊行会、1974年6月、211-274頁、ISSN 05252997、NAID 110006449013。